# یانس‌آباد
یانس‌آباد روستایی از توابع بخش مرکزی شهرستان آبیک در استان قزوین ایران است. گرمابه یانس‌آباد در این روستا واقع شده است.

## جمعیت
این روستا در دهستان کوهپایه شرقی قرار دارد و براساس سرشماری مرکز آمار ایران در سال ۱۳۸۵، جمعیت آن ۲۵۷ نفر (۷۸خانوار) بوده‌است.

## زبان
مردم روستای یانس‌آباد تات‌زبان هستند.